# Dammen (Hedemora socken, Dalarna, 667797-149844)
Dammen är en sjö i Hedemora kommun i Dalarna och ingår i Dalälvens huvudavrinningsområde. Sjön är 4 meter djup, har en yta på 0,208 kvadratkilometer och är belägen 193,3 meter över havet. Sjön avvattnas av vattendraget Lustån (Fiskbäcksån).

## Delavrinningsområde
Dammen ingår i det delavrinningsområde (667800-149819) som SMHI kallar för Inloppet i Stora Sundsjön. Medelhöjden är 209 meter över havet och ytan är 2,1 kvadratkilometer. Räknas de 8 avrinningsområdena uppströms in blir den ackumulerade arean 68,03 kvadratkilometer. Lustån (Fiskbäcksån) som avvattnar avrinningsområdet har biflödesordning 2, vilket innebär att vattnet flödar genom totalt 2 vattendrag innan det når havet efter 158 kilometer. Avrinningsområdet består mestadels av skog (61 procent). Avrinningsområdet har 0,2 kvadratkilometer vattenytor vilket ger det en sjöprocent på 9,7 procent.